# Arctonyx
Arctonyx é um gênero de texugos que compreende apenas uma espécie, o Arctonyx collaris. Com aproximadamente 70 centímetros de comprimento, este texugo habita as florestas do Sudeste Asiático, possui hábitos noturnos e se alimenta de frutas, raízes, plantas e pequenos animais.